# سيمون هاريسون
سيمون هاريسون (بالإنجليزية: Simon Harrison)‏ هو سائق سيارة سباق بريطاني، ولد في 6 سبتمبر 1969.

## وصلات خارجية
- سيمون هاريسون على موقع DriverDB.com (الإنجليزية)